# 弗勒里 (摩泽尔省)
弗勒里（法語：Fleury，法語發音：[flœʁi] ⓘ）是法国摩泽尔省的一个市镇，属于梅斯区。

## 地理
弗勒里（49°2'26"N, 6°11'42"E）面积9.71 平方千米，位于法国大東部大區摩泽尔省，该省份为法国东北部内陆省份，是洛林的一部分，西南接默尔特-摩泽尔省，东临下莱茵省，北与卢森堡和德国接壤。
与弗勒里接壤的市镇（或旧市镇、城区）包括：谢尼、屈夫里、奥尔尼、普伊、普尔努瓦拉格拉斯、韦尔尼。

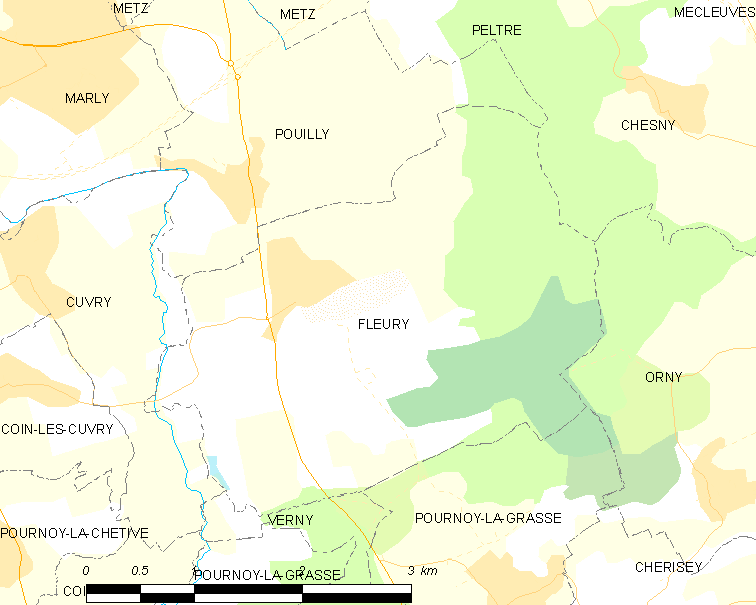
的OSM定位图

弗勒里的时区为UTC+01:00、UTC+02:00（夏令时）。

## 行政
弗勒里的邮政编码为57420，INSEE市镇编码为57218。

## 政治
弗勒里所属的省级选区为福尔克蒙县。

## 人口

1962-2008年间人口变化图示

弗勒里于2022年1月1日时的人口数量为1284人。